# Venturia adusta
Venturia adusta är en svampart som först beskrevs av Karl Wilhelm Gottlieb Leopold Fuckel, och fick sitt nu gällande namn av E. Müll. 1958. Venturia adusta ingår i släktet Venturia och familjen Venturiaceae.   Inga underarter finns listade i Catalogue of Life.